# Стрийський цвинтар (Львів)
Стри́йський цвинта́р (пол. Cmentarz Stryjski we Lwowie) — колишній цвинтар міста Львова. «Старий» цвинтар розташовувався у нижній частині сучасного Стрийського парку між вул. Стрийською, вул. Домбровського (нині Рутковича), вул. Пуласького (нині Паркова) та дорогою, що йшла поза пам'ятником Яну Кілінському до бічної в'їзної брами парку. «Старий» Стрийський цвинтар закритий у 1823 році натомість, того року було відкрито «новий» Стрийський цвинтар у горішній частині вул. Стрийської, з правого боку, який зайняв територію між сучасними вулицями Стрийською, [[Вулиця Героїв Майдану (Львів)|Героїв Майдану та Лижв'ярською й остаточно знищений у 1970-х роках у зв'язку зі спорудженням Монументу бойової слави Збройних Сил СРСР.

## Історія
Стрийський цвинтар виник ще у XVII столітті, коли померлих від пошесті за часів польського короля Яна II Казимира почали ховати за містом. Офіційно цвинтар заснував магістрат, згідно з імператорськими декретами Йозефа II, 11 грудня 1783 та 9 вересня 1784 років, і призначався для першої — Стрийської — дільниці міста. Для цвинтаря виділено прямокутну ділянку землі на глинистому пагорбі, який обмежувався з заходу мурованим гостинцем до Стрия, а від сходу — допливом Сороки — притоки Полтви, неподалік від первісної Стрийської рогатки. Цвинтар розташовувався у нижній частині сучасного Стрийського парку між вулицями Стрийською, Домбровського, Пуласького та дорогою, що йшла поза пам'ятником Яну Кілінському до бічної в'їзної брами парку.

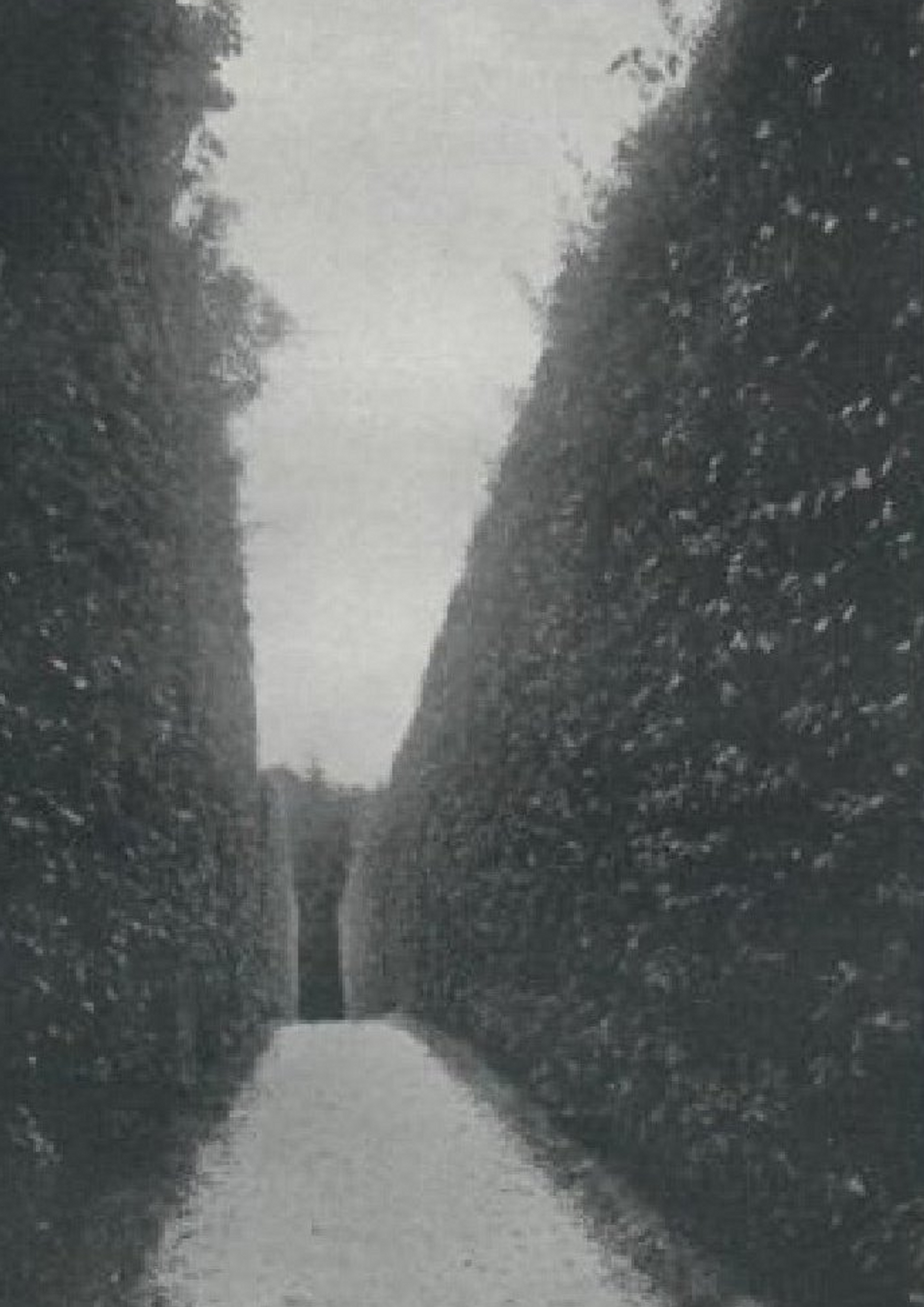
Алея на місці першого (старого) Стрийського цвинтаря, що розташовувався між сучасними вул. Стрийською, Парковою, Рутковича

До нашого часу зберігся проєкт «старого» Стрийського цвинтаря, виконаний у 1863 році Арнольдом Рерінґом за ескізами головного садівника, ботаніка Львівського університету Кароля Бауера. За цим проєктом цвинтар поділявся на сім полів і мав два входи: один — з боку вул. Стрийської, другий — з боку вул. Пуласького. Від входу з боку вул. Стрийської алея цвинтаря вела до невеликого рондо. На проєкті цвинтаря були показані основні алеї та зелені насадження. Кароль Бауер, знавець паркового будівництва та автор ескізного проєкту Личаківського цвинтаря, вміло використав природний ландшафт для прокладання алей, доріг і стежин Стрийського цвинтаря.
Згідно з повідомленням міського синдика доктора Францішека Франка, інтабуляцію (вписання до ґрунтових книг) виконано значно пізніше, 25 червня 1800 року. Про давні поховання «старого» Стрийського цвинтаря немає жодної інформації.
Списки померлих з цього часу згоріли у приміщеннях ратуші під час придушення повстання 2 листопада 1848 року. Прізвища осіб, похованих на Стрийському цвинтарі, невідомі. Відомо, що це були переважно німецькі міщани, перші австрійські урядовці, які поселилися в Галичині, а також родичі німецьких ремісників та колоністів. Дві останні категорії громадян прибули до Львова, заохочені обіцянками австрійського уряду, який пропонував їм пільги при сплаті податків, зокрема безплатне прийняття міського та майстерського права.
Польські поховання зустрічалися тоді рідко.
«Старий» Стрийський цвинтар закрили у 1823 році, оскільки він, закладений на глинистих ґрунтах високого пагорба, похиленого у бік міста, ніколи не відповідав санітарно-гігієнічним вимогам. Про розширення «старого» цвинтаря не могло бути мови, бо його оточували із західного боку Стрийська дорога та рогатка, з північного боку — вулиці, які почали тоді розбудовуватися, а від сходу — підмоклі ґрунти, на яких пізніше трохи нижче озера Стрийського парку був побудований мурований водозбірник, забезпечений гідрантами та струменевими криницями. З південного боку, з огляду на прекрасне розташування, мальовничий рельєф терену та свіже повітря у 1879 році міська рада постановила відкрити публічний парк, який збільшено тоді коштом території цвинтаря аж до 47 гектарів. Таким чином на місці Стрийського цвинтаря у другій половині XIX століття постала тераса сьогоднішнього Стрийського парку з мальовничою грабовою алеєю.
Занепалий цвинтар увійшов до території нового парку; там впорядковано дерева, усунено понищені давні надгробки. Через 66 років після його знесення історик Владислав Цесельський знайшов тут лише дві надгробні плити, датованих 1807 та 1810 роками відповідно. Тепер від цих плит не залишилося  навіть сліду. Ці останні пам'ятки найстарішої частини Стрийського цвинтаря використали при будівництві водної вежі, яка імітує середньовічну, для Загальної крайової виставки 1894 року та штучних руїн у Стрийському парку. На будівництво вежі використали також рештки давнього мосту, кам'яні стовпи, які відмежовували міські ґрунти від приватних, а на її білокам'яні кронштейни, зі слів очевидця, сторожа Стрийського парку, був порізаний останній давній пам'ятник цвинтаря. Зі свідчень сторожа відомо, що він був датований 1797 роком. У 1895 році при копанні фундаментів для оранжереї, яку збудували на місці цвинтаря, знайшли сім людських черепів, які у цьому ж місці закопано глибше у землю.
Після закриття «старого» Стрийського цвинтаря, в цього ж 1823 року, відкрили «новий» Стрийський цвинтар у горішній частині вул. Стрийської, з правого боку. Згодом він зайняв територію між сучасними вулицями Стрийською, Героїв Майдану та Лижв'ярською.
Декретом від 19 лютого 1830 року магістрат дозволяв на муровані гробівці в центрі цвинтаря для видатних осіб. До видатних осіб тоді відносилися урядовці та військові, міщанство до цієї категорії не належало, а шляхта лише в окремих випадках хоронила померлих на міських цвинтарях. Загальною рисою Стрийського цвинтаря, на думку історика Юзефа Бялині-Холодецького, було те, що згідно зі статистикою тут ховали переважно міщан та передміщан, нерухомість та ремісничі майстерні яких переходили від батька до сина, а тому одне й те ж прізвище навіть на звичайних могилах повторювалося багаторазово. Зокрема, історик нарахував тут 16 могил Ляссонів, різників та власників нерухомостей, 15 могил власників Цеслевичів нерухомості на громадян Львова, 10 могил Лесців, коминярів.
На Стрийському цвинтарі ховали померлих від різних епідемій, які у ті часи лютували у Європі, а саме від:
- епідемії холери 1831 року (2622 смертельні випадки), 1848, 1849 та 1855 роках (2544 смертельні випадки), 1866, 1867 роках. У 1873 році було зафіксовано 412 смертельних випадків холери;
- епідемії віспи 1873 рік (534 смертельні випадки) та черевного тифу (100 смертельних випадків).

Похорон Едварда Морґенбессера 4 травня 1848 року

4 травня 1848 року на Стрийському цвинтарі поховано історика, поета, учасника революції 1848 року. Едварда Морґенбессера, який помер від тифу на вигнанні. Е. Морґенбессер походив з польського шляхетського роду Нікельських з Краківського воєводства. У пишному похороні Е. Морґенбессера, який став справжнім тріумфальним походом, брало участь духівництво та мешканці Львова. Його труну з дому при вул. Гончарській несли на Стрийський цвинтар позмінно студенти, селяни, міщани, священики, емігранти, євреї та навіть жінки й дівчата. З обох боків труни йшли вбрані у білі та рожеві сукні дівчатка, які несли сплетений вінок з дубового листя та квітів. Одна з цих дівчат йшла попереду труни й тримала у руках вінок. Поруч за дівчатками труну супроводжували одягнені у чорні сукні старші дівчата. За ними йшли академісти (студенти), вбрані у цісарські мундири зі зброєю.
У 1848—1849 роках тут були поховані російські солдати, які померли від голоду і хвороб під час переходу через Львів додаткових сил царської армії на придушення угорського повстання. Тоді їхні безіменні могили вкрили щільними рядами цвинтар. Російські попи, як свідчить народний переказ, потішали помираючих солдатів надією на те, що вони під землею повернуться до святої матінки Росії.
Типовим пам'ятником польського інсурґента з 1831 року був надгробок жовніра Яна Ґранатовського, який помер у 1891 році. Надгробок мав вигляд мармурового обеліска на ренесансному п'єдесталі, завершений угорі хрестом. З повстанців 1831 року тут були поховані також підофіцер Теодор Манастирський (пом. 1851), рядові Фелікс Рачинський (пом. 1887) та Мацей Бомбінський (пом. 1885). На цвинтарі знайшов свій останній спочинок учасник народної організації під час повстання 1863 року в Галичині Ґабріель Вежбовіч (пом. 1885).

Надгробок жовніра Яна Ґранатовського

До 1875 року на Стрийському цвинтарі ховали значно менше померлих, ніж на інших львівських цвинтарях, оскільки, воно використовувалося для поховань, переважно, убогих людей. Зокрема, на цьому цвинтарі знайшли спочинок вихованці міського закладу убогих, померлі з громадських шпиталів, арештанти, злочинці і самогубці. Мешканці Львова відчували відразу до цього цвинтаря і лише після закриття 1 вересня 1875 року Городоцького цвинтаря на Стрийському почали ховати частіше.
26 квітня 1876 року міська рада прийняла ухвалу, згідно з якою до Стрийського цвинтаря почали належати парафії костелу Святої Марії Магдалини, у тому числі заклад для душевнохворих на Кульпаркові, церкви Святого Юра та будинку інвалідів та в'язниці з парафії костелу Святої Анни. Щоб заохотити мешканців ховати своїх померлих на Стрийському цвинтарі, похоронні кортежі, на відміну від тих, які йшли на Личаківський цвинтар, стали безкоштовними.
У 1876 році магістрат заборонив використовувати смолоскипи під час поховальних процесій через небезпеку виникнення пожеж, замінивши їх восковими свічками.
З часом приплив похоронів на цвинтар значно зріс, постало питання про його розширення. У 1881 році магістрат докупив «ґрунт», збільшуючи площу на 8 гектарів, і одночасно призначив його для 1-ї та 2-ї дільниці міста. Тоді на кладовищі вперше почали ховати убогих померлих за зразком Відня та Варшави — у спільних могилах (за тодішньою термінологією — комасованих). Щоб ще активніше скерувати похорони на Стрийський цвинтар, магістрат у 1882 році дозволив ховати померлих безкоштовно із загального, цивільного, гарнізонного шпиталів, філіального шпиталю Святої Софії та міської трупарні. Цвинтар старанно утримувався завдяки своєму керівнику та доглядачу Каролю Гольману. У липні 1883 року К. Гольман просив магістрат ще раз розширити цвинтар, оскільки вже не мав вільних місць для поховань і отримав на це дозвіл.
У 1873 році на Стрийський цвинтар перенесли тлінні рештки козаків з давнього цвинтаря під Богоявленською церквою, які полягли під час облоги Львова Богданом Хмельницьким у 1648 році при штурмі укріпленого монастиря Кармелітів взутих.
На цвинтарі знайшли також свій останній спочинок жертви пожежі 1886 року, коли вщерть згоріли склади сіна Юзефа Роснера під Янівською рогаткою. Здебільшого це були волоцюги та різні покидьки суспільства, що переховувалися щоночі у сіні від поліції.
7 вересня 1887 році під час робіт при регуляції та засклепленні Полтви на Стрийський цвинтар привезли труну зі знайденими у її річищі кістками, які походили ще з часів давніх облог Львова.
Відкриття Янівського цвинтаря 21 грудня 1888 року стало початком кінця Стрийського. 26 листопада 1891 року помер Кароль Гольман, який не здогадувався, що через два роки цвинтар перестане існувати. «Старий» Стрийський цвинтар функціонував до кінця 1893 року. Після його закриття місто було «поділено на два цвинтарні округи: Янівський та Личаківський».
Закриття цвинтаря викликало протести родин померлих, які мали там гробівці. У відповідь на це міська рада 25 вересня 1895 року та 9 квітня 1896 року дозволила ховати на цвинтарі в мурованих родинних гробівцях ще 25 років за умови, що гробівець сухий і незаповнений, а людські рештки лежать у подвійній, тобто щільно запаяній металевій та дерев'яній трунах. При цьому також наголошено, що кожен, хто бажає, може безкоштовно перенести свій гробівець зі Стрийського цвинтаря на Янівський до кінця 1906 року.
Поховання на цвинтарі в родинних гробівцях тривали до вибуху першої світової війни. Під час цієї війни у Стрийському парку трапилася авіаційна катастрофа, коли на території парку впав австрійський військовий літак. Пілот літака загинув та був похований в парку біля Палацу Мистецтв. Пізніше тлінні останки літуна перенесли на австрійський військовий цвинтар. Під час російської окупації міста у 1915 році тут знайшли вічний спочинок в масових похованнях солдати російської імператорської армії. Зберігся також проєкт підземної поховальної каплиці, виконаний польським архітектором Людвіком Бальдвіном-Рамултом у 1916 році для вояків австрійської армії. У листопаді 1918 року на Стрийському цвинтарі поховано Українських Січових Стрільців, тлінні рештки яких пізніше перенесли на Личаківський цвинтар.
У 1937 році магістрат використав частину Стрийського цвинтаря для розширення вул. Кадетської. Ліквідацію цвинтаря прискорили військові поховання з часів німецької окупації. Тут ховали на спеціально відведеній ділянці солдатів Вермахту, а останки цивільних осіб і офіцерів вивозили до «фатерлянду».
У 1940—1950-х роках на місці «нового» Стрийського цвинтаря створили Парк культури та відпочинку імені Богдана Хмельницького) та спорудили пам'ятники Володимиру Леніну та Йосипу Сталіну, у 1953 році останнього замінили на Карла Маркса. Стрийський цвинтар остаточно знищений у 1970-х роках. Тоді при вході у парк культури на місці розораних могил давнього цвинтаря постав монумент бойової слави Збройних Сил СРСР.
Поруч, на тому місці, де мав стояти монастир латинських редемптористів, збудували Музей історії військ Прикарпатського військового округу. За України був добрий намір створити в його приміщенні Музей українського війська або — визвольних змагань українського народу.
Приміщення музею придбав концерн «Сімекс», якому міська рада надала довготермінову оренду на велику територію парку — там, де колись розміщувалася частина Стрийського цвинтаря. Тут у 1999 році планувалося збудувати готель. Тоді при земляних роботах з ковшів екскаваторів почали сипатися людські кістки. На вимогу громадськості, а також депутатів Львівської міськради Юліана Павліва та Миколи Бандрівського будівництво було припинено.

## Пам'ятники
На «новому» Стрийському цвинтарі найстаршим, за дослідженнями Владислава Цесельського, проведеними у 1890 році, був пам'ятник, датований 1826 роком, у вигляді низького кам'яного хреста, глибоко опущеного в землю. На поперечних раменах хреста був вирізьблений напис про те, що тут спочиває гончар Павло Нолянський.

Гробівець Павла та Марії з Гіжинських Рибаків

Інший пам'ятник з цього часу — прямокутна колона на плиті з постаментом, прикрашеним карнизом, на підвищенні зі сходинок, завершений урною, — належав Кароліні Беатрікс Росбах (1813—1828). Згідно з дослідженнями Юзефа Бялині-Холодецького, найдавніший пам'ятник Стрийського цвинтаря належав німецькому урядовцю Яну Кляйну (пом. 1824), могилу якого, спільну з його дружиною Анною Кляйн (пом. 1860), прикрашав монумент у формі високого гостроверхого обеліска з пісковика, на цоколі якого спирався чотирма лапами ведмідь. На обеліску були вирізьблені спереду дві слізнички з рушником, а з тильного боку — два згаслі смолоскипи.

Гробівець Теодора Сембратовича

Надгробок на могилі Адольфа Германа

Одним з найгарніших монументальних пам'ятників Стрийського цвинтаря був надгробок Елеонори з графського роду Цетнерів графині Мнішех (1796—1868) — дочки графа Іґнація Евгеніуша Цетнера та Ельжбети з Любомирських, яка померла від запалення легенів. Пам'ятник складався з високої готичної колони, яка завершена жіночою фігурою ангела, що щось тримав у руках, найімовірніше це був хрест. Жіноча фігура виконана з артистичною майстерністю, голова її піднята угору, а складки драперії доповнювали прекрасний образ. Постамент пам'ятника був оздоблений гостролукими нішами.
До цікавих пам'яток Стрийського цвинтаря належав також гробівець Ігнація Войни гербу «Тромби» (пом. 1857) — власника Вільшанки біля Жовкви, який помер від хвороби раку. Посередині кам'яної балюстради пам'ятника був поміщений невисокий обеліск, оздоблений на чотирьох кутах похиленими донизу палаючими смолоскипами. Угорі гробівець прикрашала зв'язана драперія. На цоколі постаменту був поміщений герб «Тромби» і могильна епітафія.

Гробівець Ігнація Войни

Гробівець Павла та Марії з Гіжинських Рибаків, який був розташований відразу за вхідною брамою цвинтаря, вражав своєю монументальністю та архітектонічним вирішенням у стилі неоренесансу.
Мурований гробівець Теодора Сембратовича та його родини, виконаний також у стилі неоренесансу, був прикрашений зламаною колоною іонічного ордеру на пишно оздобленому орнаментом постаменті. Неокласицистичний величавий пам'ятник на високому постаменті з фігурою, яка представляла ангела смерті, стилізований у грецькому класичному стилі, належав Кароліні з Дембіцьких Ґолембйовський — дружині заможного львівського міщанина, пекаря Мацея Ґолембйовського.

Могила єрусалимських пілігримів Андрія та Маріанни Конарських

Оригінальний пам'ятник був на могилі єрусалимських пілігримів Андрія та Маріанни Конарських, які померли у 1878 році. Надгробок являв собою дві вирізьблені барельєфні постаті, одягнені у шати пілігримів, які стояли один навпроти одного навколішки зі складеними до молитви руками. Над постатями було зображене Дитя Ісус на хмарі, над яким витав Святий Дух у вигляді голуба.
До дитячих пам'ятників Стрийського цвинтаря відносилися надгробок на могилах Йозефа Дрогокупіла та Адольфа Германа. На першому надгробку стояла дитяча постать навколішки на постаменті. Обличчя фігури напевно було портретом померлого хлопчика. Другий надгробок — улюблений мотив Павла Ойтеле — постать Матері Божої на земній кулі зі складеними руками на грудях, яка стояла на постаменті. Правою ногою Матір Божа притискала голову змії.
На початку XX століття зі 116 пам'ятників цвинтаря, які нарахував В. Цесельський, більшість була знищена, на деяких годі було відчитати написів, а 26 мурованих гробівців перебували у незадовільному стані, порослі травою та бур'янами. З цього часу походять останні фотографії пам'яток цвинтаря, виконані фотографом Яном Косьцешем Яворським. Відомо, що у 1911 році випорожнений гробівець на Стрийському цвинтарі став притулком банди, яка тероризувала околицю. У 1920-х роках на Стрийському цвинтарі ще було декілька пам'ятників в стилі ампір з першої половини XIX століття, однак сам цвинтар, тоді необгороджений, мав жалюгідний стан. Цвинтар сильно постраждав під час листопадових боїв, він був тоді практично переораний артилерійським вогнем. Наприкінці 1930-х роках, був розроблений проєкт будівництва монастиря латинських редемптористів у тій частині цвинтаря, де були російські військові поховання. Однак через початок другої світової війни реалізувати цей задум не вдалося.
До робіт Леопольда Шімзера на Стрийському цвинтарі належав гробівець Яна та Францішки Шулковських та їх сина Петра. Ян Шулковський — інженер залізниці Кароля Людвіка, який помер в Ярославі у 1884 році, його рештки перевезено до родинного гробівця до Львова.

## Поховання відомих людей
На Стрийському цвинтарі були поховані відомі львівські митці:

Пам'ятник на могилі Марії Кручинської, роботи Пауля Ойтеле

- Скульптор Пауль Ойтелє, численні праці якого оздоблюють львівські цвинтарі, серед яких перше місце належить Личаківському. Останні роки свого життя, отримавши міське громадянство, П. Ойтеле провів у притулку для убогих шпиталю святого Лазаря, де й помер у 1889 році.

До відомих робіт П. Ойтеле на Стрийському цвинтарі належав пам'ятник на могилі Марії Кручинської (пом. 1880) та її родини. На низькому ренесансному постаменті надгробка стояла фігура Матері Божої, одягнена у грецьку туніку, ліва стопа якої притискала до землі голову змії з яблуком у пащі. Ще однією відомою роботою П. Ойтеле був надгробок Міхаліни Вйонтек з подібною тематикою виконання.
- Відомий львівський скульптор Ґабріель Красуцький-Шмейдель (1837—1885), учасник польського січневого повстання 1863 року, який працював у майстерні Йоганна Шімзера, також був похований на Стрийському цвинтарі. Тут знайшли свій спочинок Адам Краєвський, львівські скульптори Фелікс Лутц (пом. 1888) та Леон Островський (пом. 1882), художник Адольф Ключенко (пом. 1887).

Могила Марії із Зауерів Сембратович

До цікавих особистостей, похованих на цвинтарі, належав Леопольд де Сіґніо, який отримав у спадок від батька — Гіларія де Сіґніо — кам'яницю на пл. Ринок, 13, де у другій половині XVIII століття відбувалися «редутові бали». Леопольд працював в урядовій службі дирекції будівництва, виконував обміри планів міст та містечок Галичини, його підпис можна побачити на багатьох таких планах, збережених у колекції карт та планів львівського Центрального державного історичного архіву. Саме Леопольд де Сіґніо надбудував четвертий поверх своєї ринкової кам'яниці. Він помер у віці 87 років, 15 червня 1878 року був похований на Стрийському цвинтарі. На його могилі височів високий хрест, який було видно здалеку. 
У травні 1891 року на цвинтарі був похований відомий журналіст Владислав Големберський — редактор та засновник журналу «Вітчизна» («пол. Ojczyzna»), співпрацівник «Народної газети» («пол. Gazety narodowej»).
До відомих українських поховань на Стрийському цвинтарі належала могила Йосифа Українського (1817—1880) — греко-католицького пароха при Карному домі, радника митрополичої консисторії. Поруч окремо стояв невеликий надгробний пам'ятник його дочки Софії Української (пом. 1880).
Український напис був на могилі Марії із Зауерів Сембратович та її дочки, які померли під час пологів. Пам'ятник на їх могилі був прикрашений чотиригранним стовпом на такому ж постаменті. Стовп прикрашений гранчастими плитами у вигляді діамантового русту. До українських поховань належали також могили Людвика Войтовича (пом. 1880), Юрія Нарольського (пом. 1881) та народного вчителя Еміліяна Лотоцького (пом. 1882).